# Hygroamblystegium tenellum
Hygroamblystegium tenellum là một loài Rêu trong họ Amblystegiaceae. Loài này được (Cardot & Broth.) Reimers mô tả khoa học đầu tiên năm 1926.